# Didelphis solimoensis
Didelphis solimoensis — викопний вид сумчастих ссавців роду Опосум (Didelphis) родини Опосумові (Didelphidae), що існував у міоцені в Південній Америці. Скам'янілі рештки виду виявлені у відкладеннях формації Солімойнс у Бразилії.. На честь геологічної формації Солімойнс і названо вид.